# Belen, Hatay
Belen (Baylan) és una vila de Turquia de la província de Hatay, situada a la carretera entre İskenderun i Alep, a les muntanyes de Nur. És capital del districte homònim.
Sota domini musulmà a partir del segle vii, no tenia gairebé importància, i la capital de la comarca era Baghras; el congost de Baylan formà part a partir del començament del segle ix del territori dels Awasim i va portar diversos noms com Akabat al-nisa, Madik Baghras, Bab-i Iskandarun i Baghras Beli.
Va passar als otomans el 1516 i el 1552/1553 el sultà otomà Solimà hi va construir una mesquita i altres edificacions. Va rebre el nom de Baylan o Belen. Fou capçalera d'un kaza (districte) de l'eyalat d'Alep. Es va desenvolupar especialment sota el paixà d'Adana Abd al-Rahman (1769-1770). La seva fama principal deriva de la batalla lliurada al congost, prop de la vila, el juliol de 1832, en què els otomans foren derrotats pels egipcis d'Ibrahim Pasha. Modernament fou capital d'una nahiye del kaza d'Iskenderun al vilayat d'Hayat. Va estar sota control francès del 1919 al 1939. El 1940 la seva població era de 1.153 habitants i a tota la nahiye 5.373. El 2000 la població era de 28.000 habitants.